# Rudolf Englert (Theologe)
Rudolf Englert (* 1953 in Würzburg) ist ein deutscher römisch-katholischer Theologe.

## Leben
Englert studierte römisch-katholische Theologie und Pädagogik an der Julius-Maximilians-Universität Würzburg und an der Ruhr-Universität Bochum. Seit 1992 ist Englert Professor für Religionspädagogik an der Universität Duisburg-Essen. Englert ist verheiratet und hat drei Kinder.

## Werke (Auswahl)
- Religion gibt zu denken. Eine Religionsdidaktik in 19 Lehrstücken, München 2013
- Welche Religionspädagogik ist pluralitätsfähig? Kontroversen um einen Leitbegriff, Freiburg 2012 (hrsg. zus. mit U. Schwab, F. Schweitzer, H.-G. Ziebertz)
- Innenansichten des Referendariats. Wie erleben angehende Religionslehrer/innen an Grundschulen ihren Vorbereitungsdienst? Eine empirische Untersuchung zur Entwicklung (religions)pädagogischer Handlungskompeten, Münster 2006 (gemeinschaftlich mit B. Porzelt/A. Reese/E. Stams)
- Religionsdidaktik. Praxishandbuch für die Sekundarstufe I und II, Berlin 2005 (gemeinschaftlich mit U. Baumann, B. Menzel, M. Meyer-Blanck u. A. Steinmetz)
- Entwurf einer pluralitätsfähigen Religionspädagogik, Freiburg/Gütersloh 2002 (gemeinschaftlich mit F. Schweitzer, U. Schwab u. H.-G. Ziebertz)
- "Kinder zum Nachdenken bringen". Eine empirische Untersuchung zu Situation und Profil katholischen Religionsunterrichts an Grundschulen, Stuttgart 1999 (gemeinschaftlich mit R. Güth)
- Wissenschaftstheorie der Religionspädagogik. In: H.-G. Ziebertz/W. Simon (Hg.): Bilanz der Religionspädagogik, Düsseldorf 1995, 147–174
- Religiöse Erwachsenenbildung. Situation – Probleme – Handlungsorientierung, Stuttgart 1992
- Glaubensgeschichte und Bildungsprozeß. Versuch einer religionspädagogischen Kairologie, München 1985